# Parochodaeus peninsularis
Parochodaeus peninsularis is een keversoort uit de familie Ochodaeidae. De wetenschappelijke naam van de soort is voor het eerst geldig gepubliceerd in 1895 door Horn.